# 黄材水庫
黄材水庫（こうざいすいこ）は、中華人民共和国湖南省長沙市寧郷市黄材鎮にあるダム湖。別名は青洋湖（せいようこ）。寧郷市の淡水湖では最大。青洋湖は潙水河の源となっている。1958年5月から建造、1970年に完成した。青洋湖は灌漑を主として、洪水調節、発電、養殖、供水、観光などの総合的な大型水利センター工事。

## 水文
青洋湖は西北往東南に分布し、死水位151.07メートル、相応貯水池の容量2400万立方メートル、正常保水位166メートル、興利貯水池の容量26億立方メートル。

## 建築
- 主壩
- 副壩
- 放水路
- 放水洞
- 発電所

## 周辺
- 密印寺
- 裴休墓
- 張浚墓、張栻墓
- 霊祐坐化塔
- 千仏洞